# Caravansérail de Boukhara

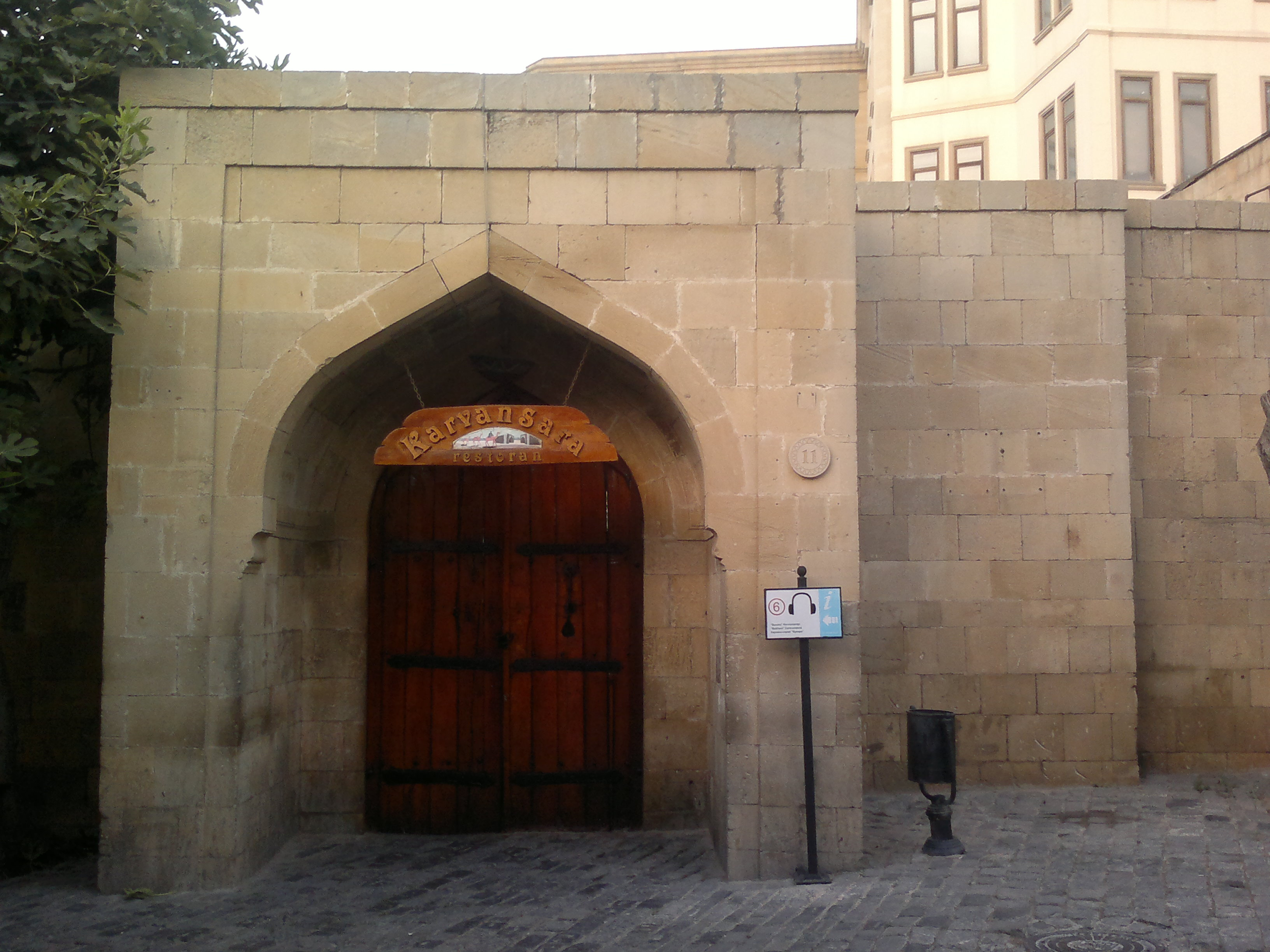
Caravansérail de Boukhara

Le caravansérail de Boukhara est un monument historique à Bakou.

## Histoire
Le caravansérail de Boukhara a été construit à la fin du XVe siècle.
La forme du bâtiment du caravansérail est carrée et il est entouré de balcons et de chambres et l'entrée est convexe. Le caravansérail a une cour octogonale.